# FK Radnički Niš
Radnički Niš är en fotbollsklubb från Niš i Serbien. Föreningen grundades 1923 och spelade tidigare i Jugoslaviska förstaligan i fotboll med de bästa resultaten i två andraplatser (1980, 1981) under sammanlagt 29 säsonger från och med ligadebuten 1962. Sedan 2012 spelar klubben i Serbiens högstaliga i fotboll, SuperLiga. Klubbens bästa resultat internationellt är semifinal i UEFA-cupen 1982.